# Bienenmarkt
Der Bienenmarkt in Michelstadt ist das größte Volksfest im Odenwaldkreis nach dem Erbacher Wiesenmarkt. 
Initiiert wurde das Volksfest 1955 vom damaligen Michelstädter Bürgermeister Erwin Hasenzahl. 
Es findet  jährlich an Pfingsten an der Bundesstraße 45 statt. Es beginnt am Freitag vor Pfingstsonntag und dauert zehn Tage. 
In den zehn Tagen des Volksfestes wird den Besuchern neben vielen Schaustellern, Fahrgeschäften und Gastronomie auch ein Rahmenprogramm geboten: Radrennen, Stadtlauf, großes Feuerwerk, Bienenversteigerung und Blumenkorso sind nur einige Punkte.
Seit dem Jahr 2000 sendet außerdem das Veranstaltungsradio Radio B46 10 Tage lang ein Radioprogramm zum Bienenmarkt. 2016 ging es das letzte Mal auf Sendung aufgrund von Mangel an Radiomachern.
Im Volksmund trägt der Bienenmarkt seit einigen Jahren auch den Odenwälder Mundartnamen Pitschefescht. Dieser Begriff bedeutet übersetzt „Pfützen-Fest“ und ist entstanden durch das in den letzten Jahren fast immer schlechte Wetter.